# Abschied (Haffner)
Abschied ist ein 1932 verfasster Roman von Sebastian Haffner, der 2025 postum erschienen ist. Er handelt von einer Liebesgeschichte, dem titelgebenden Abschied eines jungen Deutschen von einer in Paris lebenden Österreicherin. Ort ist Paris zu Beginn der 1930er Jahre, wo eine abgesehen von relativ kleinen Sorgen und Ärgernissen unbekümmerte Jugend ein Bohèmeleben führt, während in Deutschland die Naziherrschaft schon vor der Tür steht.

## Inhalt

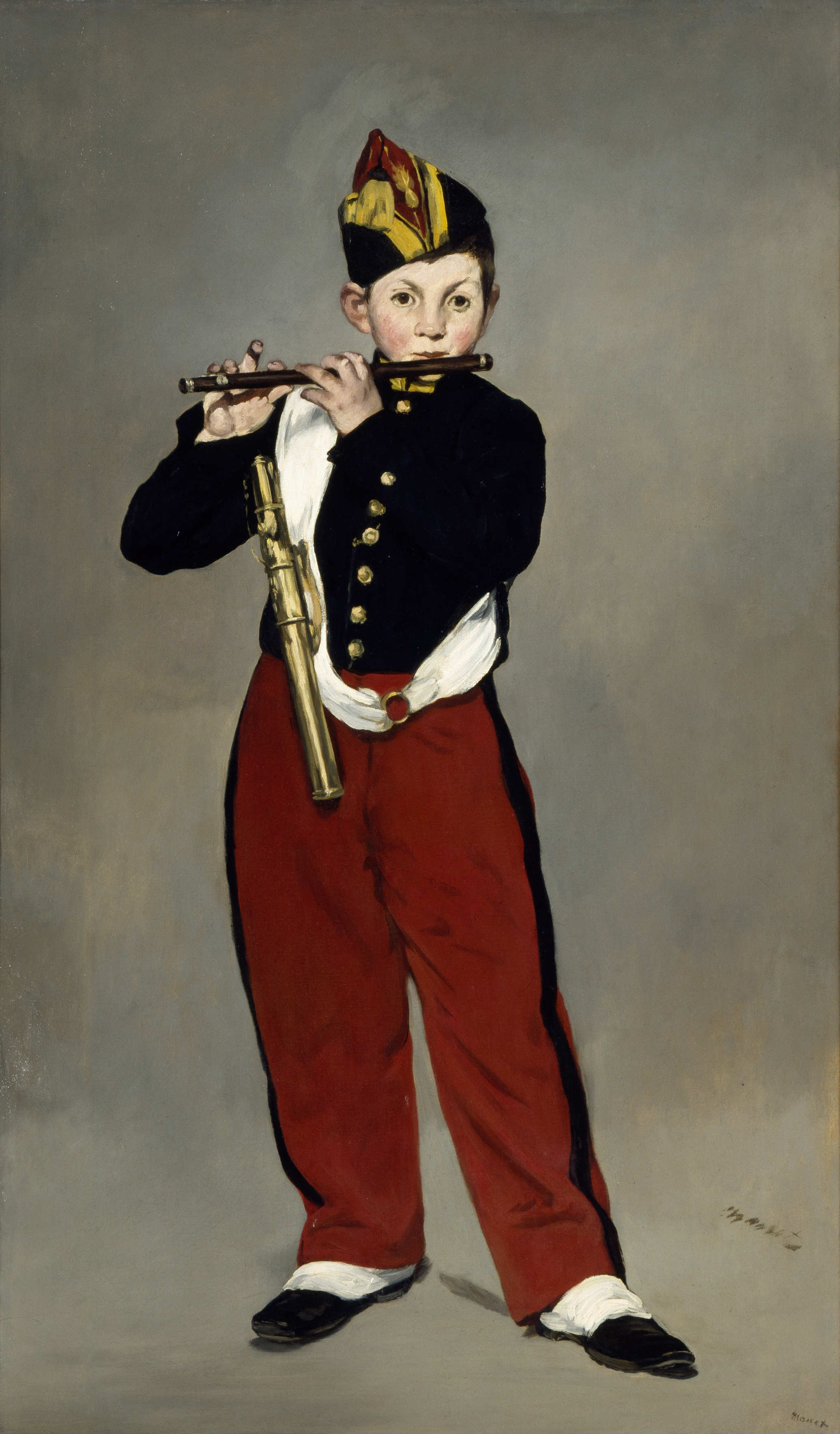
Der Pfeifer von Édouard Manet (1866)

Von Form und Umfang her eher eine Novelle als ein Roman, beschreibt der Text von diversen Rückblenden unterbrochen im Wesentlichen den letzten Tag in der Liebesgeschichte von Raimund und Teddy. Raimund hat Teddy in Paris besucht, wo Teddy seit einiger Zeit studiert, ein Leben am Rand der Bohème führt und mit wenig Geld in einem billigen Hotel lebt, in dem sich auch Raimund für seinen Besuch einquartiert hat. Raimund ist sehr verliebt, aber  auch eifersüchtig, man zankt sich und ist sich dann wieder gut und nun ist der letzte Tag da, er muss wieder zurück nach Berlin fahren, wo er am Landgericht am Alexanderplatz Rechtsreferendar ist und am übernächsten Tag seinen Dienst wieder antreten muss.

„Ich war furchtbar verliebt in sie und furchtbar böse auf sie und sehr verbockt und innerlich kaputt, und eigentlich war es zum Heulen, aber noch mehr war alles gleichgültig, und morgen Abend war ja sowieso alles vorbei.“

In diesen letzten Tag muss nun alles hinein gepackt werden, was man getan haben muss, wenn man in Paris war, und bislang versäumt hat, die Venus von Milo muss im Louvre besichtigt werden, natürlich. Dort zeigt Raimund Teddy seine Lieblingsbilder von El Greco und Cimabue und Teddy zeigt ihm dafür den Pfeifer von Manet. Dann geht es noch schnell auf den Eiffelturm, für die Rotonde ist keine Zeit mehr und dann gibt es noch ein paar Verabredungen und ein Abendessen, bei dem man lieber alleine wäre, es ist aber ein Mr. Andrews, ein Engländer, und dessen Chef da. Und am Ende ist man dann am Gare du Nord, es heißt En voiture!, der Besuch ist vorbei und man weiß nicht, ob und wann man sich wieder sehen wird. Der letzte Absatz lautet:

„Rund um uns hingen Trauben von Abschiednehmenden an den Fenstern, und alle sagten dasselbe — ein Massengrab von Abschied. „Leb wohl“, sagte ich, „alles Gute“, und ich versuchte, Teddys Hand fester zu fassen, aber es ging nicht, das [klemmende] Fenster gab nicht nach, „leb wohl“, sagte Teddy, „auf Wiedersehen“, sagte ich, „auf Wiedersehen“, sagte Teddy, „lass es dir recht gut gehen“, „und du dir auch“, sagte ich. Jetzt pfiff auch die Lokomotive. Ich höre es noch.“

## Hintergrund
Abschied ist der zweite Roman von Sebastian Haffner, der damals noch wie die Hauptfigur Raimund Pretzel hieß. Der erste Roman Die Tochter war als Fortsetzungsroman in einer Hamburger Zeitung erschienen, eine Buchveröffentlichung kam aufgrund des Konkurses des vorgesehenen Verlages nicht zustande. Den Text von Abschied schrieb Haffner zwischen dem 18. Oktober und dem 23. November 1932, wie einem Vermerk auf dem Titelblatt des Manuskripts zu entnehmen ist.
Der Roman ist offensichtlich weitgehend autobiografisch und auch die weibliche Protagonistin Teddy hat ein Vorbild in Haffners Leben. In der Geschichte eines Deutschen, seinen Erinnerungen an die Jahre seiner Jugend bis zum Beginn der Naziherrschaft, schreibt Haffner über sie:

„Heut muß ich abstrakte Ausdrücke suchen, um zu beschreiben, was ich auf der Welt liebe, was ich auf der Welt um jeden Preis bewahrt sehen will, und was man nicht verraten darf, man sterbe denn des ewigen Feuers: Freiheit und menschliche Klugheit, Mut, Grazie, Witz und Musik – und ich weiß nicht einmal, ob man mich versteht. Damals brauchte ich nur einen Namen für dasselbe auszusprechen, einen Kosenamen sogar: Teddy, und ich konnte sicher sein, daß wenigstens in unserm Kreise jeder mich verstehen würde. Wir liebten sie alle, die Trägerin dieses Namens, eine kleine Österreicherin, honigblond, sommersprossig, beweglich wie eine Flamme, und wir lernten und verlernten um ihretwillen die Eifersucht, wir erlebten Komödien und kleine Tragödien und wir empfanden Hymnen und Dithyramben ihretwegen, und wir erfuhren, daß das Leben schön wird, wenn man es mit Mut und Klugheit führt, mit Grazie und Freiheit, wenn man auf seinen Witz zu lauschen versteht und auf seine Musik. Wir hatten, in unserm Kreis, eine Göttin. Die Frau, die damals Teddy hieß, mag inzwischen älter und menschlicher geworden sein, und keiner von uns mag auf der Höhe seines damaligen Gefühls geblieben sein: daß es sie einmal gab und dies Gefühl einmal gab, ist nicht auszulöschen. Es formte uns mächtiger und nachhaltiger als irgendein „historisches Ereignis“.

Teddy schwand früh aus unserm Kreis, wie Göttinnen pflegen. Schon 1930 ging sie fort, nach Paris, schon damals mit dem Vorsatz, nicht umzukehren. Sie war vielleicht die erste Emigrantin. Sie spürte, ahnungsvoller und empfindlicher als wir, schon längst vor Hitler das Anwachsen und Bedrohlichwerden des Dummen und Bösen in Deutschland. Einmal im Sommer kam sie noch alljährlich zu Besuch zurück und fand die Luft jedesmal stickiger und schwerer zu atmen. Das letzte Mal kam sie 1933. Dann nicht mehr.“

In Wahrheit hieß „Teddy“ Gertrude Joseph, geboren in Wien 1910 als Tochter von Georg und Ida Joseph, eines jüdischen Ehepaars. Der Vater starb 1920 an Tuberkulose, die Mutter zog mit Gertrude und deren Schwester Lilly danach nach Berlin, wo Gertrude Abitur machte. Im Herbst 1930 ging sie zum Studium an der Sorbonne nach Paris und kam nach ihrem letzten Besuch in Berlin 1933, bei dem sie die Emigration ihrer Mutter organisierte, nicht mehr nach Deutschland zurück.
Auch den Mr. Andrews aus dem Roman gab es offenbar wirklich und in der Geschichte eines Deutschen heißt es dann resigniert:

„In Paris saß Mister Andrews und wartete auf Teddy. Wenn ich nach Paris käme, würde Teddy Frau Andrews sein, und Andrews war viel zu sympathisch, um ihn zu betrügen. Vielleicht würden sie Kinder zusammen haben. Bei diesem Gedanken wurde mir sterbenselend. Ich sah Andrews vor mir, wie ich ihn vor zwei Jahren manchmal gesehen hatte, in einer komischen Zeit, als Teddy ihrer Familie zum Trotz in Paris geblieben war, eine verlorene Tochter, ohne Geld und mit vielen Freunden, die alle an ihr herumrissen und jeder ein möglichst großes Stück von ihr abreißen wollte und Eifersuchtsdramen aufführten und ihr alle nicht helfen konnten (auch ich war nicht viel Besseres als einer von ihnen); dann kam noch mal der schweigsame Mister Andrews in Teddys winziges unordentliches Hotelzimmer und legte die Beine auf den Kamin und ließ sich eine überflüssige und aussichtslose Sprachstunde geben und rückte plötzlich, verkniffen lächelnd, mit irgendeinem höchst gescheiten und hilfreichen Tip heraus – um still und eingezogen wieder zu verschwinden. Ein geduldiger Mann. Jetzt würde er Teddy heiraten. Ein Engländer. Daß doch die Engländer immer alles bekamen, was gut und wertvoll auf der Welt war, Indien und Ägypten und Gibraltar und Cypern und Australien und Südafrika, die Goldländer, und Canada, und jetzt auch Teddy! Ein armer Deutscher wie ich hatte die Nazis dafür.“

Gertrude ließ sich bald wieder scheiden, heiratete den Schweden Sven Björklund, zog 1939 mit ihm nach Schweden und gab unter dem Namen Gertrude Björklund in den folgenden Jahren und Jahrzehnten Volkshochschulkurse für Französisch und Kochen, schrieb Kochbücher und ein anglo-amerikanisches Liederbuch. Bis in die 1960er schrieben Haffner und Björklund sich immer wieder einmal und Haffner besuchte Gertrudes Mutter, welche die Shoah überlebt und nach New York emigriert war. 1989 starb Gertrude in Schweden.

## Publikation und Rezeption
Das Manuskript des Romans von 167 Seiten wurde von Oliver Pretzel, dem Sohn von Sebastian Haffner, nach dem Tod des Vaters 1999 in einer Schreibtischschublade gefunden. Sarah Haffner, die Tochter, soll sich seinerzeit gegen eine Veröffentlichung ausgesprochen haben. Erst nach deren Tod 2018 stimmte sich Oliver Pretzel mit David Brandt, dem Sohn Sarah Haffners, ab und 2025 konnte Abschied dann mit einem Nachwort von Volker Weidermann im Hanser Verlag erscheinen.
Von der Kritik wurde der Roman fast durchgängig freundlich und lobend aufgenommen. Thomas Schmid sieht in der Geschichte ein Gegenstück zu Haffners Geschichte eines Deutschen, und meint, dass beide Bücher zusammen gelesen werden sollten.
Thomas Ribi in der NZZ beschreibt die Erzählung als eine „wunderbar leichte, flüchtig hingehauchte Geschichte einer Liebe“ und mit ähnlich duftigen Worten äußern sich auch andere Rezensenten. So findet Judith von Sternburg in der Frankfurter Rundschau den „betörenden Liebesroman“ nach über 90 Jahren noch immer „taufrisch“ und Iris Berben meint auf der Hanser-Verlagsseite: „Ein federleichter Roman über das kostbare Glück der Freiheit – und wie schnell es mit ihr vorbei sein kann.“

## Ausgaben
- Erstausgabe: Abschied. Mit einem Nachwort von Volker Weidermann. Hanser, München 2025, ISBN 978-3-446-28482-1.
- E-Book: Abschied. Hanser, München 2025, ISBN 978-3-446-28511-8.
- Hörbuch: Abschied. Ungekürzte Lesung von Sebastian Blomberg. Argon Verlag, Berlin 2025, ISBN 978-3-7324-2208-1.